# Pedicularis confertiflora
Pedicularis confertiflora är en snyltrotsväxtart. Pedicularis confertiflora ingår i släktet spiror, och familjen snyltrotsväxter.

## Underarter
Arten delas in i följande underarter:
- P. c. confertiflora
- P. c. parvifolia